# لوكاس سورما
لوكاس سورما (بالبولندية: Łukasz Surma)‏ هو لاعب كرة قدم بولندي في مركز الوسط، ولد في 28 يونيو 1977 في كراكوف في بولندا. شارك مع منتخب بولندا لكرة القدم. أما مع النوادي، فقد لعب مع أدميرا فاكر مودلينغ واتحاد أبناء سخنين ورتش شوروزو وفيسوا كراكوف وليخيا غدانسك وليغيا وارسو ومكابي حيفا.

## وصلات خارجية
- لوكاس سورما على موقع قاعدة بيانات كرة القدم.إي يو (الإنجليزية)
- لوكاس سورما على موقع ناشيونال فوتبول تيمز (الإنجليزية)
- لوكاس سورما على موقع Soccerway.com (الإنجليزية)
- لوكاس سورما على موقع عالم كرة القدم.نت (الإنجليزية)